# Paramagnetizam
Paramagnetizam je oblik magnetizma koji se javlja samo u prisustvu spoljašnjeg magnetnog polja. Paramagnetični materijali su privučeni dejstvom magnetnog polja, ali za razliku od feromagnetičnih, magnetne osobine pokazuju isključivo u prisustvu spoljašnjeg magnetnog polja.
Paramagnetične supstance je detaljno izučavao i dao im ime britanski naučnik Majkl Faradej 1845. godine. Paramagnetici poprilično slabo interaguju sa magnetima, oko sto hiljada puta slabije od feromagnetika, tako da se te interakcije mogu detektovati samo pomoću veoma osetljivih instrumenata ili korišćenjem dosta jakih magneta. Jak paramagnetizam se javlja u jedinjenjima koja sadrže gvožđe, paladijum, platinu i retke metale. 

## Magnetna susceptibilnost i permeabilnost kod paramagnetika
Jači magnetni efekti se najčešće mogu uočiti kod čestica koje poseduju d- i f-elektrone. Paramagnetici imaju pozitivnu magnetnu susceptibilnost (χ), mada reda veličina od 10-3 do 10-5, ali može biti i reda veličine 10-1 kod sintetičkih paramagnetika kao što su ferofluidi. Magnetna permeabilnost je veća od 1.

## Magnetni momenat kod paramagnetika
Kod čestica paramagnetika postoje dva  momenta impulsa. Prvi je moment impulsa orbitale, a drugi moment impulsa elektronskog spina. Moment impulsa spina je stalna karakteristika elektrona bez obzira na to gde se on nalazi. Ove dve vrste momenata impulsa se kombinuju dajući ukupan moment impulsa koji sačinjava magnetne momente. Kako paramagnetici obično imaju polupopunjene atomske (molekulske) orbitale, odnosno nesparene elektronske spinove, moment impulsa unutar jednog atoma (molekula) različit je od nule, pa se on ponaša kao stalni magnetni dipol. U odsustvu spoljašnjeg magnetnog polja efekti egzistencije stalnih magnetnih momenata nisu uočljivi zbog njihovog haotičnog rasporeda, tako da kada se posmatra telo u celini njegov ukupni magnetni momenat jednak je nuli zato što se nasumično orijentisani dipoli unutar tela međusobno kompenzuju (poništavaju). Dovođenjem spoljašnjeg magnetnog polja stvara se dijamagnetičan efekat, odnosno dolazi do pojave indukovanog magnetnog momenta, pa se dipoli unutar tela orijentišu suprotno od pravca delovanja spoljašnjeg magnetnog polja. Za razliku od dijamagnetika, kod paramagnetika se pored toga vrši i orijentacija sopstvenih magnetnih momenata atoma ili molekula duž linija sila polja. Tako indukovani magnetni momenti daju rezultantni magnetni momenat koji ima isti pravac i smer kao i spoljašnje magnetno polje. Ali čak i u prisustvu spoljašnjeg magnetnog polja ima malo indukovane magnetizacije zato što se samo mala količina spinova orijentiše ka polju. Kod paramagnetika su indukovani magnetni momenti atoma (molekula) srazmerni jačini spoljašnjeg magnetnog polja, ali za razliku od dijamagnetika magnetni momenti samih atoma (molekula) ne zavise od spoljašnjeg polja. Pravo poreklo ovakvog orijentisanja magnetnih momenata duž linija sila može biti shvaćeno samo kada posmatramo elektronski spin i moment impulsa sa stanovišta kvantne mehanike.

## Paulijev paramagnetizam
Paulijev paramagnetizam je slaba vrsta paramagnetizma koja se javlja kada se metalni materijali izlože delovanju magnetnog polja. Tada se valentni elektroni grupišu tako da bude podjednak broj suprotnih spinova. To je moguće zbog jake interakcije između susednih atoma u kristalnoj rešetki. Kada se ovakve strukture izlože delovanju magnetnog polja samo na one elektrone koji su približno na Fermijevom nivou će delovati magnetno polje zbog čega će nastati mali višak jedne vrste spinova.
Kod s- i p-elektrona delokalizacija dovodi do sparivanja spinova zbog čega slabi magnetizam. Zbog toga su s- i p-elektroni najčešće Paulijevi paramagnetici, ili ređe dijamagnetici. Kod d- i f- elemenata se lakše mogu uočiti paramagnetične osobine zato što je između ostalog kod lantanoida veći magnetni momenat jer mogu imati čak sedam nesparenih elektrona.

## Temperaturna zavisnost
Paramagnetizam je temperaturno zavisna pojava zato što se povećanjem temperature povećava i toplotno kretanje atoma (molekula) unutar tela, pa je zbog toga i neuređenost sistema veća zbog čega je manja verovatnoća da se određen broj atoma (molekula) orijentiše ka spoljašnjem magnetnom polju. Kod nekih paramagnetičnih materijala čak i na apsolutnoj nuli ostaje haotičan raspored elektronskih spinova, što znači da su oni paramagnetici u osnovnom stanju. Slab paramagnetizam koji ne zavisi od temperature postoji u mnogim metalnim elementima u čvrstom agregatnom stanju kao što su natrijum i ostali alkalni metali zbog toga što dovedeno magnetno polje utiče na spin nekih slabo vezanih elektrona.  

## Kirijev zakon
Kirijev zakon je matematička veza između temperature i jačine magnetizacije:
{\displaystyle {\boldsymbol {M}}=\chi {\boldsymbol {H}}={\frac {C}{T}}{\boldsymbol {H}}}
- – rezultujuća magnetizacija
- – magnetna susceptibilnost
- – magnetno polje [A/m]
- – temperatura [K]
- – Kirijeva konstanta

Kirijev zakon ne važi u slučajevima kada je jako magnetno polje, a temperatura niska. 
Za paramagnetne jone sa neinteragujućim magnetnim momentima sa momentom impulsa, Kirijeva konstanta je definisana kao odvojeni magnetni momenat jona:
{\displaystyle C={\frac {N_{A}}{3k_{B}}}\mu _{\mathrm {eff} }^{2}{\text{ где је }}\mu _{\mathrm {eff} }=g_{J}\mu _{B}{\sqrt {J(J+1)}}}
μeff – nezavisan efektan magnetni momenat po jonu.
Kada su magnetni momenti mali, kao što najčešće jesu, efektivan magnetni momenat iznosi (ge = 2.0023... ≈ 2). 
{\displaystyle \mu _{\mathrm {eff} }\simeq 2{\sqrt {S(S+1)}}\mu _{B}={\sqrt {n(n+2)}}\mu _{B}}
gde je n broj nesparenih elektrona.
Ako postoji razmena veće količine energije između susednih dipola, oni će međusobno interagovati i poređati se tako da oforme magnetne domene i stvoriti feromagnetične ili antiferomagnetične strukture. Paramagnetične osobine se mogu uočiti i u feromagnetičnim materijalima koji su na temperaturama iznad Kirijeve kod feromagneta, odnosno Nilove kod antiferomagneta. Pri ovim temperaturama toplotna energija je mnogo veća od energije interakcije spinova.

## Literatura
- Jun Yamauchi,. Fundamentals of Magnetism.
- R. P. W. Scott, Thermal Analysis
- Charles Kittel, (1956). Introduction to Solid State Physics. (Wiley: New York, 1996).
- Neil W. Ashcroft and N. David Mermin, Solid State Physics (Harcourt: Orlando, 1976).
- John David Jackson, (1962). Classical Electrodynamics. (Wiley: New York, 1999).}-